# Médecin assistant candidat spécialiste
 Mise en garde médicale
Le MACS (ou assistant, PG pour post-gradué, selon le réseau universitaire), est, en Belgique, un membre du personnel médical en formation en médecine acquérant une formation clinique à plein temps au sein d'un centre hospitalier universitaire ou ambulatoire au sein d'une unité de soins d'enseignement et de recherche (USER) comportant cabinet, maison de santé pluridisciplinaire ou centre de protection maternelle et infantile (PMI) agréés. L'assistanat est obligatoire pour un futur médecin, pour toute spécialité médicale en Belgique, dont la médecine générale.
La durée de l'assistanat varie selon la spécialisation, allant de 3 ans (médecine générale) à 6 ans, formation qui se rajoute au master commun de médecine d'une durée de 6 ans.
Cela signifie donc, par exemple, qu'un médecin urgentiste diplômé aura passé 6 ans de master commun des études de médecine et 6 ans de formation en tant qu'assistant.

## Rôle au sein des structures hospitalières
L'assistanat est le temps des études médicales consacré à la spécialisation, la médecine générale étant une spécialité à part entière. De ce fait, le MACS prépare un diplôme d'études spécialisées (DES), qui pourra être complété d'un diplôme d'études spécialisées complémentaires (DESC), et une thèse d'exercice, rédigeant souvent deux mémoires au cours de l'assistanat, de plus en plus souvent sous la forme d'articles publiables dans une revue médicale et une thèse avant d'obtenir le diplôme de docteur. Néanmoins, les assistants cliniciens sont considérés comme des médecins à part entière, disposant d'un droit de prescription. Ils peuvent ainsi souvent se faire appeler « Docteur » même s'ils n'ont encore soutenu aucune thèse et exercer comme remplaçants.

## Praticien et non étudiant
L'assistant participe au service public hospitalier où il traite ses patients avec une autonomie relative, pour lesquels il peut établir des prescriptions sous le contrôle et par délégation d'un médecin titulaire
Au sein d'autres systèmes éducatifs et sanitaires, ce statut est différent. Par exemple, en France, l'interne des hôpitaux qui équivaut à l'assistant Belge, est différent de par le fait que ce dernier n'est pas encore considéré comme "docteur". Par ailleurs, contrairement à la Belgique, la responsabilité civile de l'interne n'est presque jamais engagée en cas d'erreur médicale.
En France, les internes ont un statut d'agent public et non d'étudiant selon l'article R6153-2 du Code de la Santé Publique tout comme un résident a le titre de médecin dans les pays anglophones[Lesquels ?] ou en Suisse (où il est souvent appelé médecin assistant).

## Agrément
Afin de valider sa formation, le MACS doit remplir un certain nombre de critères, à savoir :
- Disposer du diplôme de médecin ;
- Disposer d'un visa autorisant la pratique de la médecine[3] ;
- Être inscrit à l'Ordre des médecins ;
- Suivre une formation théorique et pratique spécifique à sa spécialité, qui est approuvée et suivie par la Commission d'agrément de cette spécialité[4].

## Us et coutumes
Ces professionnels de santé, qui poursuivent leur formation sont inscrits individuellement au tableau de l'Ordre des médecins (Belgique).

## Conditions de travail
Les conditions de travail sont spécifiques à ce statut et encadrées par la loi. Plusieurs problématiques en résultent.
Ni employés, ni salariés, les assistants sont soumis à un contrat de travail "sui generis". Ce contrat particulier, autorise des largesses interdite par la plupart des autres contrats, est largement décrié

### Temps de travail
La durée du temps de travail est définie par la loi du 12.12.2010.
La durée du temps de travail, définie comme "temps pendant lequel le travailleur est à la disposition de son employeur" est à ne pas confondre avec la notion de "travail effectif".